# Vitvîste, Djankoi
Vitvîste (în ucraineană Вітвисте) este un sat în comuna Iermakove din raionul Djankoi, Republica Autonomă Crimeea, Ucraina.

## Demografie
Componența lingvistică a localității Vitvîste
     Rusă (57,97%)
     Ucraineană (39,13%)
     Belarusă (1,45%)
Conform recensământului din 2001, majoritatea populației localității Vitvîste era vorbitoare de rusă (57,97%), existând în minoritate și vorbitori de ucraineană (39,13%) și belarusă (1,45%).